# Una Merkel
Una Merkel (Covington, 10 dicembre 1903 – Los Angeles, 2 gennaio 1986) è stata un'attrice statunitense.
Nel 1962 ottenne una candidatura all'Oscar alla miglior attrice non protagonista per la sua interpretazione in Estate e fumo (1961).

## Biografia
Iniziò la sua carriera cinematografica nel 1920 in Agonia sui ghiacci, come controfigura di Lillian Gish. Tornerà ancora a rifare la controfigura della Gish nel 1928 nella pellicola Il vento.
Recitò in altre pellicole dell'era del cinema muto, alcune delle quali per lo studio cinematografico DeForest Phonofilm, che faceva uso della tecnica dell'inventore Lee De Forest detta Fonofilm, una delle prime tecniche di tipo sound-on-film (ovvero con la traccia del sonoro registrata sulla stessa pellicola del video, e non su una separata). Dopo un breve periodo di attrice teatrale a Broadway, la Merkel, con l'avvento del sonoro, ritornò al cinema.
Nel 1930 venne scelta dal regista D. W. Griffith per interpretare il ruolo di Ann Rutledge nella pellicola Il cavaliere della libertà, aprendo così la strada ad una fruttuosa carriera di attrice non protagonista durante tutti gli anni trenta, al fianco di grandi interpreti del calibro di Jean Harlow, Carole Lombard, Loretta Young, e Dorothy Lamour.
Con la sua espressione stralunata e il forte accento del sud, espresse tutta la sua verve comica in numerose pellicole, la più nota delle quali è Quarantaduesima strada (1933), per la regia di Lloyd Bacon.

## Filmografia

### Cinema
- Agonia sui ghiacci (Way Down East), regia di D.W. Griffith (controfigura, non accreditata, di Lillian Gish) (1920)
- La rosa bianca (The White Rose), regia di D.W. Griffith (controfigura) (1923)
- Love's Old Sweet Song, regia di J. Searle Dawley  (1923)
- The Fifth Horseman, regia di E.M. McMahon (1924)
- Il vento (The Wind), regia di Victor Sjöström (controfigura: Lillian Gish) (non accreditata) (1928)
- Il cavaliere della libertà (Abraham Lincoln), regia di David W. Griffith (1930)
- The Eyes of the World, regia di Henry King (1930)
- The Bat Whispers, regia di Roland West (1930)
- Command Performance, regia di Walter Lang (1931)
- Don't Bet on Women, regia di William K. Howard (1931)
- Six Cylinder Love, regia di Thornton Freeland (1931)
- Papà Gambalunga (Daddy Long Legs), regia di Alfred Santell (1931)
- The Maltese Falcon, regia di Roy Del Ruth (1931)
- The Bargain, regia di Robert Milton (1931)
- Condannata (Wicked), regia di Allan Dwan (1931)
- Private Lives, regia di Sidney Franklin (1931)
- The Secret Witness, regia di Thornton Freeland (1931)
- She Wanted a Millionaire, regia di John G. Blystone (1932)
- The Impatient Maiden, regia di James Whale  (1932)
- Man Wanted, regia di William Dieterle (1932)
- Huddle, regia di (non accreditato) Sam Wood (1932)
- Red-Headed Woman, regia di Jack Conway (1932)
- They Call It Sin, regia di Thornton Freeland (1932)
- Men Are Such Fools, regia di William Nigh (1932)
- Whistling in the Dark, regia di Elliott Nugent e (non accreditato) Charles Reisner  (1933)
- Il figlio dell'amore (The Secret of Madame Blanche), regia di Charles Brabin (1933)
- Clear All Wires!, regia di (non accreditato) George W. Hill (1933)
- Quarantaduesima strada (42nd Street), regia di Lloyd Bacon (1933)
- Notturno viennese (Reunion in Vienna), regia di Sidney Franklin (1933)
- Mary a mezzanotte (Midnight Mary), regia di William A. Wellman (1933)
- Beauty for Sale, regia di Richard Boleslawski (1933)
- Il suo ufficiale di marina (Her First Mate), regia di William Wyler (1933)
- Broadway to Hollywood, regia di Willard Mack e (non accreditato) Jules White (1933)
- Menu, regia di Nick Grinde (1933)
- Argento vivo (Bombshell), regia di Victor Fleming (1933)
- Day of Reckoning, regia di Charles Brabin (1933)
- The Women in His Life, regia di George B. Seitz (1933)
- This Side of Heaven, regia di William K. Howard (1934)
- Il mistero del vagone letto (Murder in the Private Car), regia di Harry Beaumont (1934)
- Paris Interlude, regia di Edwin L. Marin (1934)
- Zampa di gatto (The Cat's-Paw), regia di Sam Taylor (1934)
- Un'ombra nella nebbia (Bulldog Drummond Strikes Back), regia di Roy Del Ruth (1934)
- Have a Heart, regia di David Butler (1934)
- La vedova allegra (The Merry Widow), regia di Ernst Lubitsch (1934)
- L'amante sconosciuta (Evelyn Prentice), regia di William K. Howard (1934)
- Biography of a Bachelor Girl, regia di Edward H. Griffith (1935)
- La notte è per amare (The Night Is Young), regia di Dudley Murphy (1935)
- Una notte a New York (One New York Night), regia di Jack Conway (1935)
- Harrington faccia-di-bambino (Baby Face Harrington), regia di Raoul Walsh (1935)
- L'incrociatore misterioso (Murder in the Fleet), regia di Edward Sedgwick (1935)
- Follie di Broadway 1936 (Broadway Melody of 1936), regia di Roy Del Ruth e (non accreditato) W. S. Van Dyke (1935)
- It's in the Air, regia di Charles Reisner (1935)
- Riffraff, regia di J. Walter Ruben (1936)
- Speed, regia di Edwin L. Marin (1936)
- We Went to College, regia di Joseph Santley (1936)
- Nata per danzare (Born to Dance), regia di Roy Del Ruth (1936)
- Don't Tell the Wife, regia di Christy Cabanne (1937)
- La rivincita di Clem (The Good Old Soak), regia di J. Walter Ruben (1937)
- Saratoga, regia di Jack Conway (1937)
- Checkers, regia di H. Bruce Humberstone (1937)
- La moglie bugiarda (True Confession), regia di Wesley Ruggles (1937)
- Four Girls in White, regia di S. Sylvan Simon (Gertie Robbins) (1939)
- Some Like It Hot, regia di George Archainbaud (1939)
- On Borrowed Time, regia di Harold S. Bucquet (1939)
- Partita d'azzardo (Destry Rides Again), regia di George Marshall (1939)
- Comin' Round the Mountain, regia di George Archainbaud (1940)
- Sandy Gets Her Man, regia di Otis Garrett, Paul Girard Smith (1940)
- Un comodo posto in banca (The Bank Dick), regia di Edward F. Cline (1940)
- Double Date, regia di Glenn Tryon (1941)
- Avventura a Zanzibar (Road to Zanzibar), regia di Victor Schertzinger (1941)
- Cracked Nuts, regia di Edward F. Cline (1941)
- The Mad Doctor of Market Street, regia di Joseph H. Lewis (1942)
- Letti gemelli (Twin Beds), regia di Tim Whelan (1942)
- This Is the Army, regia di Michael Curtiz (1943)
- Quack Service, regia di Harry Edwards (1943)
- To Heir Is Human, regia di Harold Godsoe (1944)
- Sweethearts of the U.S.A., regia di Lewis D. Collins (1944)
- It's a Joke, Son!, regia di Benjamin Stoloff (1947)
- La sposa ribelle (The Bride Goes Wild), regia di Norman Taurog (1948)
- Man from Texas, regia di Leigh Jason (1950)
- Kill the Umpire, regia di Lloyd Bacon (1950)
- Per noi due il paradiso (My Blue Heaven), regia di Henry Koster (1950)
- I clienti di mia moglie (Emergency Wedding), regia di Edward Buzzell (1950)
- Ricca, giovane e bella (Rich, Young and Pretty), regia di Norman Taurog (1951)
- Gli amori di Cristina (A Millionaire for Christy), regia di George Marshall (1951)
- Un'avventura meravigliosa (Golden Girl), regia di Lloyd Bacon  (1951)
- La dominatrice del destino (With a Song in My Heart), regia di Walter Lang (1952)
- La vedova allegra (The Merry Widow), regia) di Curtis Bernhardt (1952)
- I Love Melvin, regia di Don Weis (1953)
- Il kentuckiano (The Kentuckian), regia di Burt Lancaster (1955)
- The Kettles in the Ozarks, regia di Charles Lamont (1956)
- Un turbine di gioia (Bundle of Joy), regia di Norman Taurog (1956)
- Vietato rubare le stelle (The Fuzzy Pink Nightgown), regia di Norman Taurog (1957)
- Siete tutte adorabili (The Girl Most Likely), regia di Mitchell Leisen (1958)
- Il gioco dell'amore (The Mating Game), regia di George Marshall (1959)
- Il cowboy con il velo da sposa (The Parent Trap), regia di David Swift (1961)
- Estate e fumo (Summer and Smoke), regia di Peter Glenville (1961)
- Magia d'estate (Summer Magic), regia di James Neilson (1963)
- Tigre in agguato (A Tiger Walks), regia di Norman Tokar (1964)
- Voglio sposarle tutte (Spinout), regia di Norman Taurog (1966)

### Televisione
- Four Star Playhouse – serie TV, episodio 1x01 (1952)
- Climax! – serie TV, episodio 3x44 (1957)
- The DuPont Show of the Month – serie TV, episodio 1x06 (1958)
- La legge di Burke (Burke's Law) – serie TV, episodi 1x12-2x16-2x29 (1963-1965)
- Le spie (I Spy) – serie TV, episodio 3x14 (1968)

## Doppiatrici italiane
- Renata Marini ne Il kentuckiano, Il cow-boy col velo da sposa, Estate e fumo
- Wanda Tettoni ne Il gioco dell'amore, Voglio sposarle tutte
- Wanda Bernini ne L'amante sconosciuta
- Rina Morelli in Partita d'azzardo
- Zoe Incrocci ne La dominatrice del destino
- Dina Perbellini ne La vedova allegra (1952)
- Lydia Simoneschi in Magia d'estate
- Dhia Cristiani in Tigre in agguato
- Marta Altinier in Partita d'azzardo (ridoppiaggio DVD)